# Deslocalização industrial

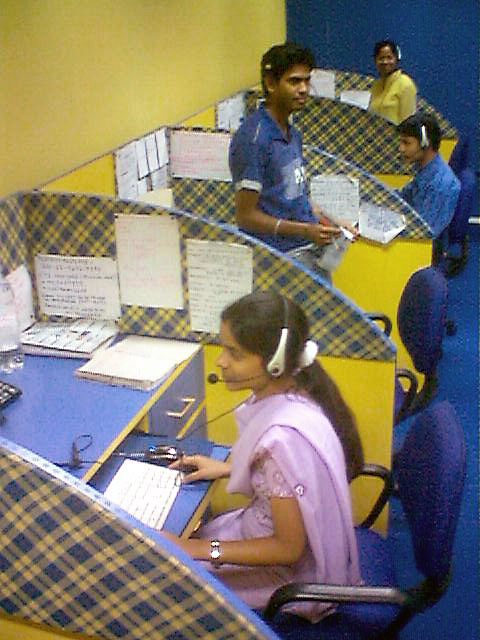
Call Center na Índia. Empresas realocam seus processos de telemarketing para países cuja mão de obra é barata, como a Índia.

Deslocalização industrial, ou simplesmente deslocalização (em inglês: offshoring), é o modelo de realocação de processos de negócio de um país para outro. Ele inclui qualquer processo de negócio como produção, manufatura e serviços. Processos intensamente suportados por tecnologia da informação são candidatos naturais ao offshoring.
Offshoring – que existe há décadas, difere da terceirização no seguinte sentido: uma empresa terceiriza uma determinada função, até então realizada por seus próprios funcionários (pesquisa, por exemplo, ou call centers, ou cobrança) quando contrata um outra empresa para realizar em seu lugar exatamente a mesma função, que é em seguida reintegrada ao conjunto das suas operações como um todo. Já o offshoring se dá quando uma empresa pega uma das suas instalações industriais em uma determinada localidade (de Cantão, na China, por exemplo),e a transfere para outra localidade, onde produzirá exatamente o mesmo produto, exatamente da mesma maneira, só que com mão-de-obra mais barata, uma carga tributária menor, energia subsidiada e menores gastos com os planos de saúde dos funcionários— (Friedman, p. 135-136)[carece de fontes?]
Empresas que passam por esse processo são chamadas de empresa deslocalizada (em inglês: offshore company).